# Balachowskiella salvadorae
Balachowskiella salvadorae är en insektsart som beskrevs av Kaussari 1955. Balachowskiella salvadorae ingår i släktet Balachowskiella och familjen pansarsköldlöss. Inga underarter finns listade i Catalogue of Life.